# Fabiano Caruana
Fabiano Luigi Caruana (* 30. července 1992, Miami, Spojené státy) je šachový velmistr s italským a americkým občanstvím.

## Kariéra
V září 2014 neporažený opanoval Sinquefield Cup v St. Louis ziskem 8,5/10 (+7 -0 =3), o celé 3 body před druhým Magnusem Carlsenem. Zároveň se prezentoval jedním z nejdominantnějších výkonů všech dob (ELO performance 3103).
V říjnu 2014 dosáhl hodnocení 2844 FIDE Elo, což ho na několik měsíců učinilo šachovou dvojkou světového žebříčku. Od té doby se drží v první desítce.
V březnu 2016 se účastnil Turnaje kandidátů v Moskvě, jehož vítěz získal právo vyzvat Magnuse Carlsena v souboji o titul mistra světa. Před posledním kolem se dělil o první místo se Sergejem Karjakinem a o titulu tak rozhodovala jejich vzájemná partie, kterou shodou okolností hráli v posledním kole. V ní Caruana ve vyrovnané pozici chyboval, Karjakin obětoval věž a o pár tahů později se mu Caruana v časové tísni a zcela ztracené pozici musel vzdát, kvůli čemuž se musel spokojit jen se druhým místem se ziskem 7,5 bodu ze 14 partií.
V roce 2016 skončil druhý na turnaji London Chess Classic 2016. Tam si proti Hikaru Nakamurovi bílými přichystal pečlivě zanalyzovanou Najdorfovu variantu v Sicilské obraně, kde obětoval dámu za dvojici jezdců, což by za normálních okolností byla výměna nevýhodná, v dané pozici však podle Caruanových slov byla soupeřova dáma zcela bezmocná. Caruana po partii prohlásil, že když v analýze přišel na tuto variantu s obětí, přestal dále analyzovat, protože prý nikdy neviděl tak špatnou pozici pro černého.[zdroj?]
Fabiano Caruana – Hikaru Nakamura 1-0 (London Chess Classic 2016, 6. kolo)
1. e4 c5 2. Jf3 d6 3. d4 cxd4 4. Jxd4 Jf6 5. Jc3 a6 6. Sg5 e6 7. f4 h6 8. Sh4 Db6 9. a3 Se7 10. Sf2 Dc7 11. Df3 Jbd7 12. O-O-O b5 13. g4 g5 14. h4 gxf4 15. Se2 b4 16. axb4 Je5 17. Dxf4 Jexg4 18. Sxg4 e5 19. Dxf6 Sxf6 20. Jd5 Dd8 21. Jf5!! Vb8 22. Jxf6+ Dxf6 23. Vxd6 Se6 24. Vhd1 O-O 25. h5 Dg5+ 26. Se3 Df6 27. Jxh6+ Kh8 28. Sf5 De7 29. b5 De8 30. Jxf7+ Vxf7 31. Vxe6 Dxb5 32. Vh6+ 1-0
Fabiano Caruana – Hikaru Nakamura 1-0 (London Chess Classic 2016, 6. kolo) - EN verze kvůli editaci PGN
1. e4 c5 2. Nf3 d6 3. d4 cxd4 4. Nxd4 Nf6 5. Nc3 a6 6. Bg5 e6 7. f4 h6 8. Bh4 Qb6 9. a3 Be7 10. Bf2 Qc7 11. Qf3 Nbd7 12. O-O-O b5 13. g4 g5 14. h4 gxf4 15. Be2 b4 16. axb4 Ne5 17. Qxf4 Nexg4 18. Bxg4 e5 19. Qxf6 Bxf6 20. Nd5 Qd8 21. Nf5!! Rb8 22. Nxf6+ Qxf6 23. Rxd6 Be6 24. Rhd1 O-O 25. h5 Qg5+ 26. Be3 Qf6 27. Nxh6+ Kh8 28. Bf5 Qe7 29. b5 Qe8 30. Nxf7+ Rxf7 31. Rxe6 Qxb5 32. Rh6+ 1-0
V březnu 2018 se účastnil Turnaje kandidátů v Berlíně, kde zvítězil s 9 body ze 14 (+5 =8 -1), s náskokem 1 bodu před Sergejem Karjakinem a Šachrijarem Mamedjarovem a stal se tak novým vyzyvatelem norského velmistra Magnuse Carlsena.
Zápas o titul mistra světa v roce 2018 s Carlsenem Fabiano Caruana prohrál, avšak až v tzv. tie-breaku. V základní části zápas skončil nerozhodně po 12 remízách.
| Vážné partie    | Vážné partie           | Vážné partie    | Vážné partie     | Vážné partie     | Vážné partie     | Vážné partie     | Vážné partie     | Vážné partie     | Vážné partie     | Vážné partie     | Vážné partie      | Vážné partie      | Vážné partie      | Rapid partie     | Rapid partie     | Rapid partie     |      |
|                 | FIDE Elo listopad 2018 | 1. partie 9.11. | 2. partie 10.11. | 3. partie 12.11. | 4. partie 13.11. | 5. partie 15.11. | 6. partie 16.11. | 7. partie 18.11. | 8. partie 19.11. | 9. partie 21.11. | 10. partie 22.11. | 11. partie 24.11. | 12. partie 26.11. | 1. partie 28.11. | 2. partie 28.11. | 3. partie 28.11. | Body |
| --------------- | ---------------------- | --------------- | ---------------- | ---------------- | ---------------- | ---------------- | ---------------- | ---------------- | ---------------- | ---------------- | ----------------- | ----------------- | ----------------- | ---------------- | ---------------- | ---------------- | ---- |
| Fabiano Caruana | 2832                   | ½               | ½                | ½                | ½                | ½                | ½                | ½                | ½                | ½                | ½                 | ½                 | ½                 | 0                | 0                | 0                | 6(0) |
| Magnus Carlsen  | 2853                   | ½               | ½                | ½                | ½                | ½                | ½                | ½                | ½                | ½                | ½                 | ½                 | ½                 | 1                | 1                | 1                | 6(3) |

 Poprvé v historii souboje o titul mistra světa všechny vážné partie skončily remízou. Přestože měl Carlsen několik šancí partii vyhrát (především v 1. a 12. partii), nepodařilo se mu těchto šancí využít. Naopak Caruana měl obrovskou šanci v 6. partii, kdy měl figuru navíc, ale Carslen postavil pevnost. Počítač ukazoval mat 30. tahem, ale Garry Kasparov prohlásil, že žádný člověk na světě by to řešení nenašel.
V lednu 2020 vyhrál mezinárodní turnaj ve Wijku aan Zee.